# Tashkent Open 1998
Il Tashkent Open 1998  è stato un torneo di tennis giocato sul cemento. È stata la 2ª edizione del Tashkent Open, che fa parte della categoria International Series nell'ambito dell'ATP Tour 1998. Il torneo si è giocato a Tashkent in Uzbekistan, dal 14 al 20 settembre 1998.

## Campioni

### Singolare maschile
Tim Henman ha battuto in finale  Evgenij Kafel'nikov con il punteggio di 7–5, 6–4

### Doppio maschile
Stefano Pescosolido /  Laurence Tieleman hanno battuto in finale  Kenneth Carlsen /  Sjeng Schalken con il punteggio di 7–5, 4–6, 7–5